# Казинское сельское поселение (Павловский район)
Казинское се́льское поселе́ние — муниципальное образование в Павловском районе Воронежской области Российской Федерации.
Административный центр — село Большая Казинка.

## История
Статус и границы сельского поселения установлены Законом Воронежской области от 15 октября 2004 года № 63-ОЗ «Об установлении границ, наделении соответствующим статусом, определении административных центров отдельных муниципальных образований Воронежской области».

## Население
| 2005  | 2006  | 2007  | 2008  | 2009  | 2010  | 2012  |
| ----- | ----- | ----- | ----- | ----- | ----- | ----- |
| 2040  | ↘2028 | ↘2008 | →2008 | ↗2010 | ↘1940 | ↘1904 |
| 2013  | 2014  | 2015  | 2016  | 2017  | 2018  |       |
| ↘1902 | ↘1861 | ↘1833 | ↘1816 | ↘1793 | ↘1738 |       |

## Состав сельского поселения
| № | Населённый пункт | Тип населённого пункта | Население |
| - | ---------------- | ---------------------- | --------- |
| 1 | Большая Казинка  | село                   | ↘1294     |
| 2 | Желдаковка       | посёлок                | ↘27       |
| 3 | Николаевка       | село                   | ↘561      |